# 弗雷德里克·莱因斯
弗雷德里克·莱因斯（英語：Frederick Reines，/ˈraɪnəs/ RY-nəs；1918年3月16日—1998年8月26日）是一名美國物理學家。他因在中微子實驗中與克萊德·科溫共同探測到中微子而獲得1995年諾貝爾物理學獎。他可能是歷史上唯一一位「與基本粒子的發現和隨後對其基本屬性的徹底調查有如此密切關係的科學家」。
萊因斯畢業於史蒂文斯理工學院和紐約大學，1944年加入曼哈頓計劃的洛斯阿拉莫斯實驗室，在理論部理查德·費曼的小組中工作。1946年，他成為那裡的小組長。他參加了多次核試驗，最終於1951年成為太平洋地區溫室行動系列試驗的負責人。
1950年代初，在漢福德區和薩凡納河基地工作的萊因斯和科溫開發了設備和程序，他們在1956年6月首次探測到所謂的無法探測的中微子。萊因斯將其職業生涯的主要部分用於研究中微子的特性和相互作用，這項工作將影響未來許多研究人員對中微子的研究。這包括探測宇宙射線在大氣中產生的中微子，以及1987年對超新星SN 1987A發出的中微子的探測，這開啟了中微子天文學的領域。

## 備註
1. ↑  Wilford, John Noble. . The New York Times. August 28, 1998  [February 18, 2015]. （原始内容存档于2019-04-10）.
2. ↑  Schultz, Jonas; Sobel, Hank. . University of California, Irvine School of Physical Sciences. （原始内容存档于February 20, 2014）.

## 外部連結
- Guide to the Frederick Reines Papers. （页面存档备份，存于） Special Collections and Archives, The UC Irvine Libraries, Irvine, California.
- 弗雷德里克·莱因斯 （页面存档备份，存于）在Nobelprize.org的資料，包括諾貝爾講座《The Neutrino: From Poltergeist to Particle》，1995年12月8日